# Brunembert
Brunembert is een gemeente in het Franse departement Pas-de-Calais (regio Hauts-de-France) en telt 282 inwoners (1999). De plaats maakt deel uit van het arrondissement Boulogne-sur-Mer.
Op een Mercatorkaart uit de 16e eeuw staat het dorp aangeduid als Bruneberg. Tot de 18e eeuw werd het dorp ook aangeduid met de naam Bruinenberg.

## Geografie
De oppervlakte van Brunembert bedraagt 6,1 km², de bevolkingsdichtheid is 46,2 inwoners per km².
De onderstaande kaart toont de ligging van Brunembert met de belangrijkste infrastructuur en aangrenzende gemeenten.

## Demografie
Onderstaande figuur toont het verloop van het inwonertal (bron: INSEE-tellingen).